# Charles Daniel White
Charles Daniel White (Grand Rapids, 5 gennaio 1879 – Spokane, 25 settembre 1955) è stato un vescovo cattolico statunitense.

## Biografia
Monsignor Charles Daniel White nacque a Grand Rapids, Michigan, il 5 gennaio 1879 da Patrick White e Catherine (nata Bolger).

### Formazione e ministero sacerdotale
Frequentò il seminario "San Francesco" di Milwaukee, prima di completare gli studi presso il Pontificio Collegio Urbano a Roma, dove conseguì il dottorato in filosofia nel 1907.
Il 24 settembre 1910 fu ordinato presbitero. L'anno successivo conseguì il dottorato in teologia. Tornato in patria fu professore al seminario propedeutico "San Giuseppe" di Grand Rapids dal 1911 al 1919, curato della cattedrale di Sant'Andrea di Grand Rapids dal 1911 al 1918 e rettore del seminario propedeutico "San Giuseppe" di Grand Rapids dal 1919 al 1927. Nel 1925 venne nominato prelato domestico.

### Ministero episcopale
Il 20 dicembre 1926 papa Pio XI lo nominò vescovo di Spokane. Ricevette l'ordinazione episcopale il 24 febbraio successivo dal vescovo di Grand Rapids Joseph Gabriel Pinten, coconsacranti il vescovo di Toledo Samuel Alphonsus Stritch e quello di Nashville Alphonse John Smith. Prese possesso della diocesi il 10 marzo successivo con una messa nella cattedrale di Nostra Signora di Lourdes a Spokane.
Durante il suo episcopato promosse la costruzione della scuola e del convento di Sant'Antonio, della scuola e dell convento del Sacro Cuore, del convento delle Suore del Buon Pastore, della scuola Marycliff per ragazze, della parrocchia di San Carlo, della parrocchia di San Giuseppe a Trentwood e della parrocchia di San Giovanni Maria Vianney a Spokane. Nel nord-ovest della diocesi istituì la parrocchia di Grand Coulee Dam, la casa e la scuola delle infermiere di Colfax, l'ospedale Tonasket, e per i nativi americani, la parrocchia di Santa Gertrude a Monse e quella di San Giuda a Usk. In diocesi fondò la Confraternita della dottrina cristiana e la Conferenza nazionale della vita rurale cattolica.
Morì a Spokane il 25 settembre 1955 all'età di 76 anni. È sepolto nell'Holy Cross Cemetery di Spokane.

## Genealogia episcopale e successione apostolica
La genealogia episcopale è:
- Cardinale Scipione Rebiba
- Cardinale Giulio Antonio Santori
- Cardinale Girolamo Bernerio, O.P.
- Arcivescovo Galeazzo Sanvitale
- Cardinale Ludovico Ludovisi
- Cardinale Luigi Caetani
- Cardinale Ulderico Carpegna
- Cardinale Paluzzo Paluzzi Altieri degli Albertoni
- Papa Benedetto XIII
- Papa Benedetto XIV
- Papa Clemente XIII
- Cardinale Giovanni Carlo Boschi
- Cardinale Bartolomeo Pacca
- Papa Gregorio XVI
- Cardinale Lodovico Altieri
- Cardinale Gaetano Bedini
- Arcivescovo James Roosevelt Bayley
- Arcivescovo William Hickley Gross, C.SS.R.
- Vescovo John Joseph Frederick Otto Zardetti
- Arcivescovo Sebastian Gebhard Messmer
- Vescovo Joseph Gabriel Pinten
- Vescovo Charles Daniel White

La successione apostolica è:
- Vescovo William Joseph Condon (1939)